# جون أبوت (ممثل)
جون أبوت (بالإنجليزية: John Abbott)‏ هو ممثل بريطاني (وحمل سابقاً جنسية المملكة المتحدة لبريطانيا العظمى وأيرلندا)، ولد في 5 يونيو 1905 بلندن في المملكة المتحدة، وتوفي في 24 مايو 1996 بلوس أنجلوس في الولايات المتحدة.

## أعمال

### أفلام
- (1942) السيدة مينيفر
- (1945) السعي إلى الجزائر
- (1946) أنا وملك سيام
- (1958) جيجي
- (1967) كتاب الأدغال[5][6][7]
- (1980) سيارات مستعملة
- (1990) جزيرة الكنز

## وصلات خارجية
- جون أبوت على موقع IMDb (الإنجليزية)
- جون أبوت على موقع ألو سيني (الفرنسية)
- جون أبوت على موقع ميوزك برينز (الإنجليزية)
- جون أبوت على موقع أول موفي (الإنجليزية)
- جون أبوت على موقع قاعدة بيانات برودواي على الإنترنت (الإنجليزية)
- جون أبوت على موقع قاعدة بيانات الأفلام السويدية (السويدية)
- جون أبوت على موقع إن إن دي بي (الإنجليزية)
- جون أبوت على موقع قاعدة بيانات الفيلم (الإنجليزية)
- جون أبوت على موقع كينوبويسك (الروسية)